# Liste der Studentenverbindungen in Kassel
Die Liste der Studentenverbindungen in Kassel verzeichnet die aktiven, suspendierten und erloschenen Studentenverbindungen in Kassel, welche unterschiedlichen Korporationsverbänden angehören und an der Universität Kassel ansässig sind.

## Aktive Verbindungen
Die Sortierung erfolgt nach dem Gründungsdatum.
|  |
|  |
|  |
|  |
|  |

|  |
|  |
|  |
|  |
|  |

f.f. = farbenführend, wenn nichts angegeben farbentragend

## Suspendierte, verlegte oder erloschene Verbindungen
Die Sortierung erfolgt nach dem Gründungsdatum.
|  |
|  |
|  |
|  |
|  |

|  |
|  |
|  |
|  |
|  |

|  |
|  |
|  |
|  |
|  |

f.f. = farbenführend, wenn nichts angegeben farbentragend